# 1763 no Brasil
Esta é uma cronologia dos fatos acontecimentos de ano 1763 no Brasil.

## Eventos
- 1 de janeiro — Brasil é elevado à categoria de vice-reino.[1]
- 31 de agosto: Transferência da capital do Estado do Brasil de Salvador para o Rio de Janeiro, que seria a capital federal até 1960.